# Ken Boyer
Kenton Lloyd Boyer (ur. 20 maja 1931, zm. 7 września 1982) – amerykański baseballista, który występował na pozycji trzeciobazowego przez 15 sezonów w Major League Baseball.

## Życiorys
Przed sezonem 1949 podpisał kontrakt jako wolny agent z St. Louis Cardinals, jednak początkowo grał w klubach farmerskich tego zespołu, między innymi w Houston Buffaloes występującym na poziomie Double-A. W Major League zadebiutował 12 lipca 1955 w przegranym 4-14 meczu przeciwko Chicago Cubs, w którym zdobył pierwszego w karierze home runa. Początkowo grał także na pozycji środkowozapolowego. W sezonie 1958 został na stałe przesunięty na trzecią bazę, a rok później został mianowany kapitanem zespołu.
W sezonie 1964 wystąpił we wszystkich meczach w World Series, w których Cardinals pokonali New York Yankees w siedmiu meczach; został także wybrany najbardziej wartościowym zawodnikiem. W październiku 1965 w ramach wymiany przeszedł do New York Mets, w którym występował przez dwa sezony. Grał jeszcze w Chicago White Sox i Los Angeles Dodgers. Po zakończeniu kariery był między innymi trenerem i menadżerem St. Louis Cardinals oraz w klubach niższych lig. Zmarł 7 września 1982 na raka płuc w wieku 51 lat.

## Nagrody i wyróżnienia
| Nagroda/wyróżnienie              | Lata                                                                     | Źródło       |
| MVP National League              | 1964                                                                     | [ 8 ]        |
| 11× All-Star                     | 1956, 1959¹, 1959², 1960¹, 1960², 1961¹, 1961², 1962¹, 1962², 1963, 1964 | [ 9 ] [ 10 ] |
| 5× Gold Glove Award              | 1958, 1959, 1960, 1961, 1963                                             | [ 11 ]       |
| Zwycięzca w World Series         | 1964                                                                     | [ 6 ]        |
| Lou Gehrig Memorial Award        | 1964                                                                     | [ 12 ]       |
| # 14 zastrzeżony przez Cardinals | 1984                                                                     | [ 13 ]       |